# Großbettlingen
Großbettlingen är en kommun och ort i Landkreis Esslingen i regionen Stuttgart i Regierungsbezirk Stuttgart i förbundslandet Baden-Württemberg i Tyskland.
Kommunen ingår i kommunalförbundet Stadt Nürtingen tillsammans med kommunerna Frickenhausen, Nürtingen, Oberboihingen, Unterensingen och Wolfschlugen.